# 老夫子
老夫子（ラオフウジ）はアルフォンソ・ウォン
(中文､王澤)
の、香港で人気のある漫画である。
1962年に発表され、2018年現在において50年以上も連載が続くため、香港の庶民の日常文化史や出版史などを示す上でも重要な漫画作品やキャラクターである。

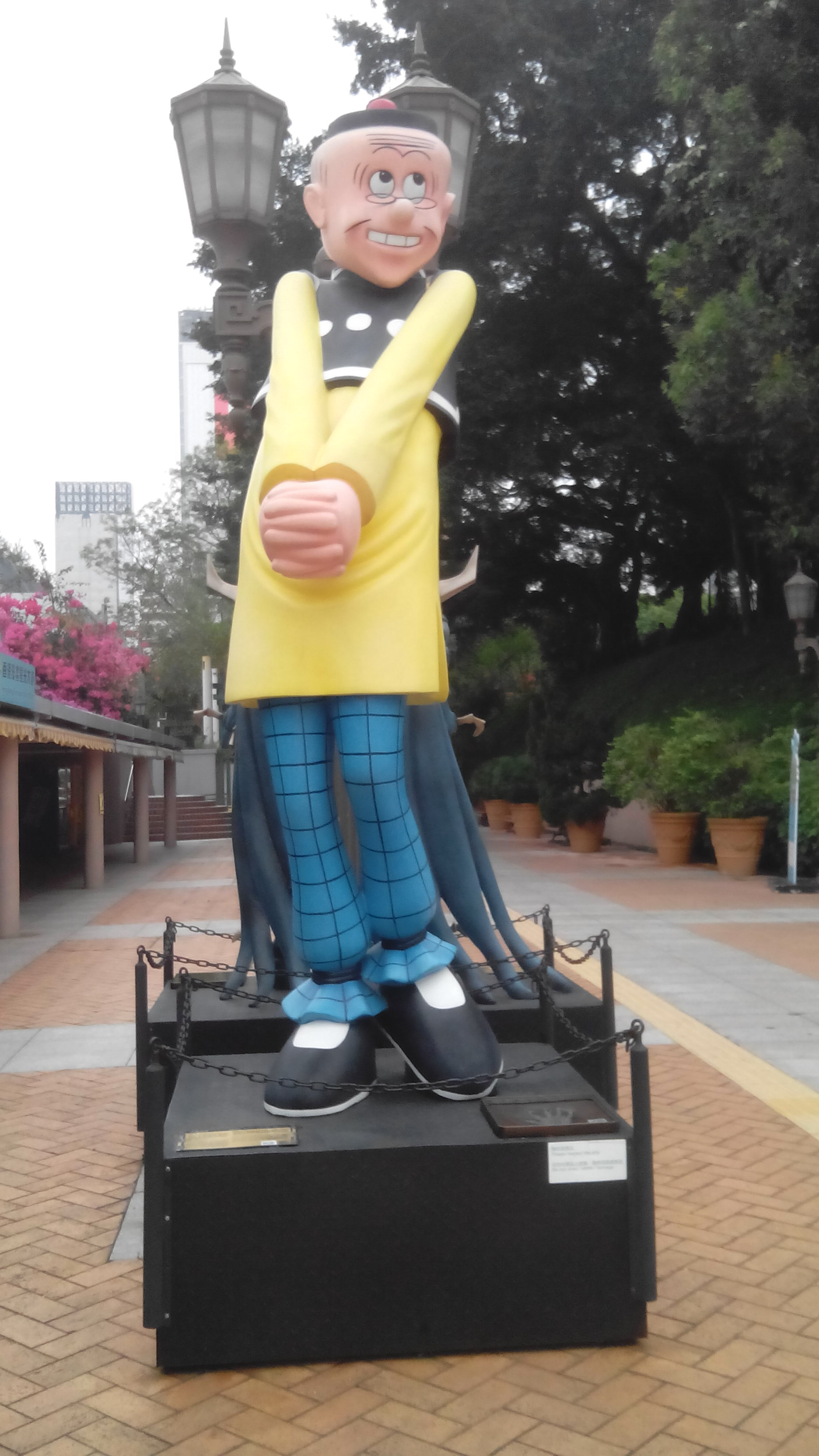
アベニュー・オブ・コミックスターズにある老夫子の像

二代王澤（本名：王家禧1923年-2017年）は1995年まで連載、それ以降は息子の王澤氏（ペンネームと同名）が引き継ぎ、親子2代に渡り連載している。台湾、中国大陸、東南アジアなど各国で出版されている作品。